# Villar del Río
Villar del Río és un municipi de la província de Sòria, a la comunitat autònoma de Castella i Lleó. Està format pels nuclis d'Aldeacardo; Aldealcardo; Bretún; Camporredondo; Canto Hincado; Diustes; Huérteles; La Cuesta; Montaves; Río Baos; Santa Cecilia; Valduérteles; Villar de Maya; Villar del Río i Villaseca Bajera.

## Curiositats
La pel·lícula Bienvenido, Mister Marshall de Berlanga s'ambienta en un poble anomenat Villar del Río, encara que el rodatge d'exteriors es va fer a Guadalix de la Sierra, Comunitat de Madrid.